# Bernd Bauchspieß
Bernd Bauchspieß (Zeitz, 1939. október 10. – 2024. október 22.) olimpiai bronzérmes keletnémet válogatott német labdarúgó, csatár.

## Pályafutása

### Klubcsapatban
1957 és 1960 között a Chemie Zeitz, 1961-ben a Dynamo Berlin, 1962–63-ban ismét Chemie Zeitz labdarúgója volt. 1963 és 1973 között a Chemie Leipzig csapatában szerepelt, ahol egy-egy keletnémet bajnoki címet és kupagyőzelmet ért el az együttessel.

### A válogatottban
1959-ben egy alkalommal szerepelt a keletnémet válogatottban. Az Egyesült Német Csapat tagjaként bronzérmet szerzett az 1964-es tokiói olimpián.

## Sikerei, díjai
Egyesült Német Csapat
- Olimpiai játékok
  - bronzérmes: 1964, Tokió

 Chemie Leipzig
- Keletnémet bajnokság (Oberliga)
  - bajnok: 1963–64
- Keletnémet kupa (FDGB Pokal)
  - győztes: 1966

## Statisztika

### Mérkőzése a keletnémet válogatottban
| NDK | NDK                 | NDK                        | NDK        | NDK      | NDK      | NDK        | NDK   | NDK     |
| #   | Dátum               | Helyszín                   | Hazai      | Eredmény | Vendég   | Kiírás     | Gólok | Esemény |
| --- | ------------------- | -------------------------- | ---------- | -------- | -------- | ---------- | ----- | ------- |
| 1.  | 1959. szeptember 6. | Helsinki, Olimpiai Stadion | Finnország | 3 – 2    | NDK      | barátságos | -     |         |
|     | Összesen            |                            |            | 1        | mérkőzés |            | 0     | gól     |